# Dolok Ai Pinang
Dolok Ai Pinang är ett berg i Indonesien.   Det ligger i provinsen Aceh, i den västra delen av landet, 1 500 km nordväst om huvudstaden Jakarta. Toppen på Dolok Ai Pinang är 350 meter över havet. Dolok Ai Pinang ligger på ön Pulau Simeulue.
Terrängen runt Dolok Ai Pinang är huvudsakligen kuperad, men norrut är den platt. Havet är nära Dolok Ai Pinang åt nordost. Runt Dolok Ai Pinang är det ganska glesbefolkat, med 25 invånare per kvadratkilometer. Närmaste större samhälle är Sinabang, 17,9 km sydost om Dolok Ai Pinang. I omgivningarna runt Dolok Ai Pinang växer i huvudsak städsegrön lövskog.